# Desmodium volubile
Desmodium volubile är en ärtväxtart som först beskrevs av Anton Karl Schindler, och fick sitt nu gällande namn av Bernice Giduz Schubert och Mcvaugh. Desmodium volubile ingår i släktet Desmodium och familjen ärtväxter. Inga underarter finns listade i Catalogue of Life.